# Stroller
Stroller est un poney de sport irlandais, Pur-sang croisé Connemara, qui a remporté de nombreux succès en saut d'obstacles.

## Histoire
Stroller a été importé en lot depuis l'Irlande par le marchand de chevaux du Sussex, Tommy Grantham. Il devient la propriété d'un boucher, Ted Cripps, pour sa fille Sally. Il est ensuite acheté, à huit ans, comme poney de saut d'obstacles junior par la fille d'un agriculteur du Hampshire, Marion Coakes, qui devient à la fois sa cavalière et sa propriétaire.
Pour le compte de la Grande-Bretagne, il remporte 61 compétitions internationales, et devient le seul poney à avoir participé aux Jeux olympiques. Bien que ne toisant que 1,45 m, Stroller a affronté et battu de nombreux chevaux de classe internationale.
Il meurt 1986, à l'âge de 36 ans, après 15 années de retraite.

## Palmarès
- 1965 : médaille d'or en individuel aux championnats du monde féminins à Hickstead.
- 1967 : vainqueur du Derby d'Hickstead. Il est le seul poney à avoir jamais gagné ce derby.
- 1968 : médaille d'argent en individuel aux Jeux olympiques de Mexico.

## Héritage
Stroller a été très fortement médiatisé, si bien que des lettres de fans demandant à récupérer des crins de sa queue sont parvenues à Marion Coakes.